# Falscher Violett-Milchling
Der Falsche Violett-Milchling (Lactarius pseudouvidus) ist eine Pilzart aus der Familie der Täublingsverwandten (Russulaceae). Der kleine Milchling hat eine große Ähnlichkeit mit dem Klebrigen Violett-Milchling (Lactarius uvidus). Sein Hut ist gräulich-braun gefärbt und seine Lamellen sind blass creme- bis ockerfarben. Das Fleisch verfärbt sich im Schnitt oder wenn es verletzt wird blass violett. Der Milchling wächst in arktischen oder alpinen Gebieten bei Weiden, die Fruchtkörper erscheinen im August und im frühen September.

## Merkmale

### Makroskopische Merkmale
Der Hut ist 1,5–4,5 cm breit, jung gewölbt und mit eingebogenem Rand, später abgeflacht und in der Mitte niedergedrückt. Die Hutmitte trägt bisweilen einen kleinen, papillenartigen Buckel und der Rand ist manchmal schwach gekerbt. Die Oberfläche ist glatt und matt, jung und bei feuchter Witterung auch schmierig-glänzend. Der Hut ist ungezont oder undeutlich gezont, graubraun bis rötlichbraun gefärbt und oft oliv getönt. Häufig ist er auch mit verstreuten dunkleren Flecken übersät. Die Randzone ist meist heller gefärbt als die Hutscheibe, die Hutmitte ist am dunkelsten.
Die mittelbreiten bis ziemlich breiten Lamellen sind am Stiel angewachsen oder laufen leicht daran herab. Sie stehen ziemlich entfernt und sind in der Jugend blass cremefarben und später gelb-ocker gefärbt. An gedrückten oder verletzten Stellen verfärben sie sich blass violett. Die Lamellen sind oft untermischt, aber nie gegabelt.
Der zylindrische bis mehr oder weniger keulige Stiel ist 2,5–3,5 cm lang und 0,3–0,8 cm breit. Die Oberfläche ist glatt oder in der Jugend fein bereift, trocken ist sie weißlich bis cremefarben oder blass rosabräunlich gefärbt.
Das brüchige Fleisch ist ziemlich dünn, weißlich und verfärbt sich im Anschnitt nach 10–15 Minuten blass violett. Es riecht nur schwach fruchtig und schmeckt anfangs mild, wird aber nach einer Weile bitter. Die wässrig-weiße Milch ist sehr spärlich und verfärbt sich ebenfalls langsam violett. Das Sporenpulver ist blass cremefarben.

### Mikroskopische Merkmale
Die elliptischen Sporen sind durchschnittlich 8,9–9,6 µm lang und 7,0–7,6 µm breit. Der Q-Wert (Quotient aus Sporenlänge und -breite) beträgt 1,2–1,4. Das Sporenornament wird nicht höher als 0,3 µm (bei Basso bis über 1 µm hoch) und besteht aus wenigen Warzen sowie aus recht breiten und regelmäßigen Rippen, die teilweise netzartig verbunden sind. Es gibt einige isoliert stehende Warzen und amyloide Flecken. Der Hilarfleck ist inamyloid.
Die 4-sporigen und ziemlich keuligen Basidien sind 41–60 µm lang und 10–12 µm breit. Die Pleuromakrozystiden sind recht häufig und ragen manchmal weit heraus. Sie sind zylindrisch bis ziemlich spindelig, zum oberen, abgerundeten Ende verschmälert und messen 60–90 × 8–10 µm. Die Lamellenschneiden sind steril und mit wenigen Cheilomakrozystiden besetzt, diese messen 40–55 × 6–8 µm. Sie sind mehr oder weniger zylindrisch und zur Spitze hin relativ dickwandig. Die leicht keuligen Parazystiden sind 15–25 µm lang und 8–9 µm breit.
Die Huthaut (Pileipellis) ist ein 40–70 µm dickes Ixotrichoderm und besteht aus 2–4 µm breiten, unregelmäßigen, dicht verflochtenen und mehrheitlich aufsteigenden Hyphen, die in eine gelatinisierte Schicht eingebettet sind. Die Endzellen sind abgerundet und haben manchmal einen leicht angeschwollenen Kopf. Besonders die Hyphen in der Subcutis enthalten intrazellulär fleckartige Anhäufungen eines gelbgraunen<?>, körnigen Pigmentes.

## Artabgrenzung
Der Violettbraune Milchling (L. brunneoviolaceus) ist ebenfalls ein alpiner Milchling, der mit Zwergweiden vergesellschaftet ist, und ein sich violett verfärbendes Fleisch hat. Er hat aber einen dunkleren, weinbraunen Hut und hellere weißliche Lamellen, die sich nicht so ockergelb verfärben. Außerdem ist sein Sporenpulver heller und seine Sporen größer und auch länglicher.
Mikroskopisch kann man den Falschen Violett-Milchling anhand seines sehr dichtnetzigen Sporenornamentes erkennen. Die trichodermale Huthaut ist ebenfalls auffällig dünn und besteht aus meist aufsteigenden Hyphen, die dicht miteinander verwoben sind.

## Ökologie und Verbreitung

Verbreitung des Falschen Violett-Milchlings in Europa.
Legende:
grün = Länder mit Fundmeldungen
weiß = Länder ohne Nachweise
hellgrau = keine Daten
dunkelgrau = außereuropäische Länder

Der Milchling kommt in Fennoskandinavien, den Alpen, auf Spitzbergen, den Färöern, den Orkney Islands, Island und Grönland vor und ist an geeigneten Standorten ziemlich häufig. In der Schweiz ist der Milchling laut Kränzlin nicht häufig.
Der Milchling ist als Mykorrhizapilz mit verschiedenen Zwergweidenarten (Salix spp.) vergesellschaftet, die in der arktischen oder alpinen Zone wachsen. Er kommt meist auf relativ feuchten, sauren Böden in Mooren oder Schneetälern vor. Die Fruchtkörper erscheinen in August und im frühen September.

## Systematik
Der Milchling wurde 1975 von Robert Kühner in dessen Werk Agaricales de la zone alpine beschrieben, zusammen mit einigen weiteren alpinen oder arktischen Arten.
Das Artattribut (Epitheton) pseudouvidus bezieht sich auf Ähnlichkeit des Milchlings mit Lactarius uvidus, dem Klebrigen Violett-Milchling.

### Infragenerische Systematik
Der Milchling wird von Bon, Basso und Heilmann-Clausen in die Untersektion Uvidini gestellt, die ihrerseits in der Sektion Uvidi steht. Die Vertreter der Untersektion haben eine weiße Milch, die sich lila oder violett verfärbt. Ihre Hüte sind weinrötlich, grau oder bräunlich gefärbt und mehr oder weniger klebrig bis schleimig. Der Hutrand ist manchmal behaart.

## Bedeutung
Der Milchling gilt als ungenießbar.